# Villamandos (kommunhuvudort)
Villamandos är en kommunhuvudort i Spanien.   Den ligger i provinsen Provincia de León och regionen Kastilien och Leon, i den nordvästra delen av landet, 250 km nordväst om huvudstaden Madrid. Villamandos ligger 731 meter över havet och antalet invånare är 356.
Terrängen runt Villamandos är huvudsakligen platt. Villamandos ligger nere i en dal. Runt Villamandos är det glesbefolkat, med 14 invånare per kvadratkilometer. Närmaste större samhälle är Valencia de Don Juan, 14,1 km nordost om Villamandos. Trakten runt Villamandos består till största delen av jordbruksmark.